# قضية العقد الماسي

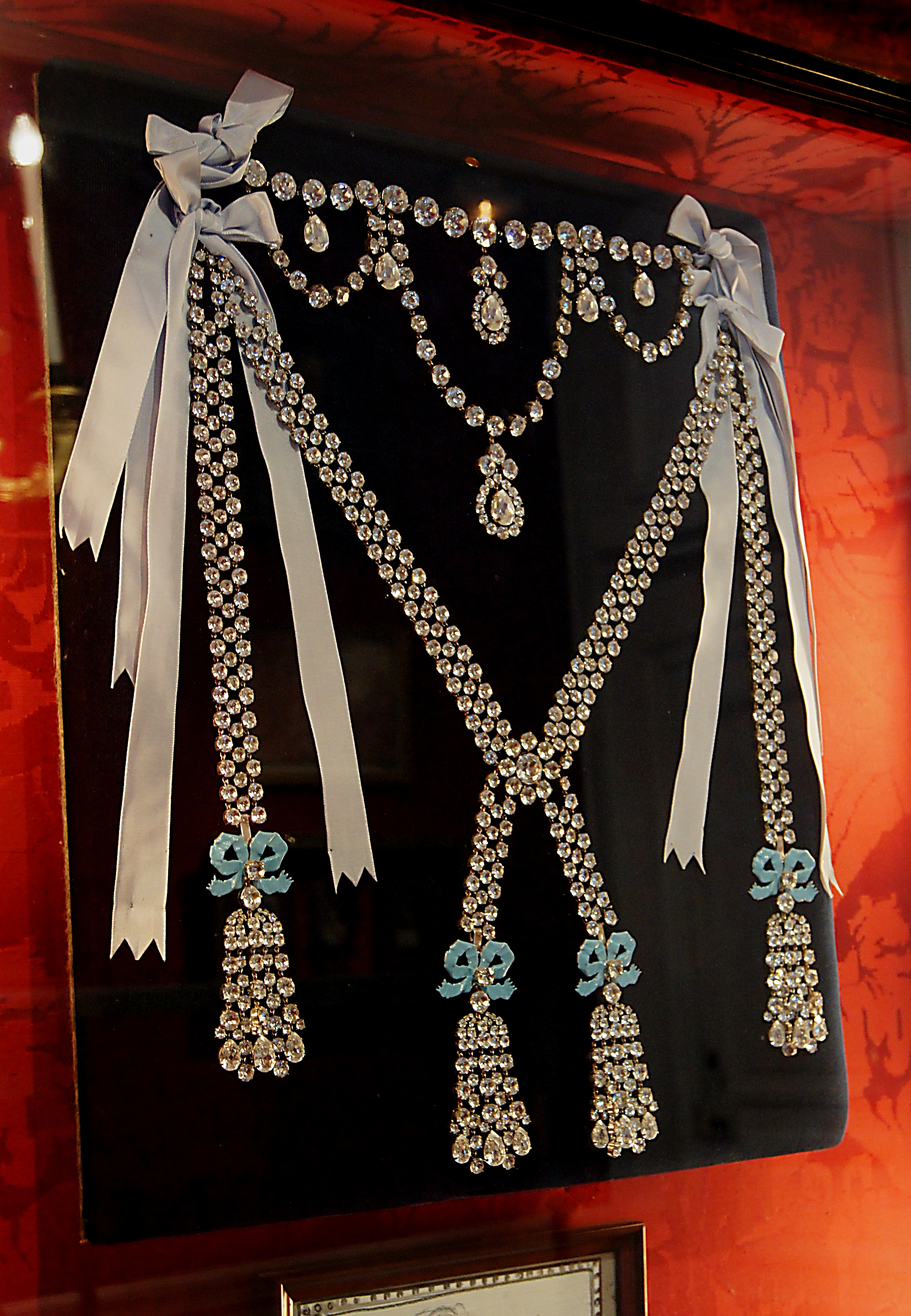
نسخة مطابقة للعقد الماسي، محفوطة في الـ Château de Breteuil.

قضية العقد الماسي فضيحة حدثت في بلاط الملك لويس السادس عشر عام 1785 م فأنزلت أعظم الضرر بالنظام الملكي قُبيل اندلاع الثورة الفرنسية، وكانت - في رأي نابوليون بونابرت - أحد أسباب هذه الثورة.

## تفاصيل القضية
تفصيل الأمر أن إحدى المغامِرات، الكونتيسة دو لاموت de la Motte، أدخلت في وهم الكردينال دو روان de Rohan (من طريق بعض الرسائل المزوَّرة ومن طريق لقاء ليليّ دَبَّرتهُ بين هذا الكردينال وفاجرة انتحلت شخصية الملكة ماري أنطوانيت) أن الملكة ترغب، ولكن بكثير من التكتّم، في شراء عقد ماسيّ قيمته 1,600,000 ليرة فرنسية. فما كان من الكردينال إلا أن وافق - بدافع من طمعه في الفوز بالحظوة لدى الملكة - على تسهيل عقد الصفقة مع جوهريَّين بارزين متعهِّداً لهما بدفع الثمن تقسيطاً. حتى إذا عجز عن تسديد القسط الأول عند استحقاقه راجَعَ الجوهريان الملكة ماري أنطوانيت غاضبَين فأنكرت أن تكون على علم بشيء من ذلك، وكانت الفضيحة. وقد أظهر التحقيق، بعدُ، أن العقد جزئ وبيعَ في لندن. وعندئذ أمر الملك باعتقال الكردينال دو روان، وبسجن الكونتيسة دو لاموت مدى الحياة.